# Puchar Narodów Oceanii w piłce ręcznej kobiet
Puchar Narodów Oceanii w piłce ręcznej kobiet – odbywający się co dwa lata turniej kobiecych reprezentacji Australii i Oceanii w piłce ręcznej, rozgrywany od 2007 roku pod egidą OHF.

## Medaliści Pucharu Narodów Oceanii
| Rok  | Gospodarz     | Złoto          | Srebro        | Brąz                |
| ---- | ------------- | -------------- | ------------- | ------------------- |
| 2007 | Nowa Zelandia | Nowa Kaledonia | Nowa Zelandia | Polinezja Francuska |
| 2009 | Australia     | Australia      |               |                     |
| 2011 | Nowa Zelandia | Australia      | Nowa Zelandia | –                   |
| 2013 | Nowa Zelandia | Australia      | Nowa Zelandia | –                   |